# Paracorallium nix
Paracorallium nix is een zachte koraalsoort uit de familie Coralliidae. De koraalsoort komt uit het geslacht Paracorallium. Paracorallium nix werd in 1996 voor het eerst wetenschappelijk beschreven door Bayer. 